# Intriges in Nepal
Intriges in Nepal is een spionageroman van auteur Gérard de Villiers en het 145e deel uit de S.A.S.-reeks met als protagonist de Oostenrijkse prins en freelance CIA-agent Malko Linge.

## Het verhaal
Hoog in het Himalayagebergte vindt in het kleine koninkrijk Nepal een ongekend bloedblad plaats. Kroonprins Dipendra schoot vrijwel alle leden van de koninklijke familie dood: waaronder zijn vader, moeder, broers, zusters, tantes. Slechts enkele familieleden weten te ontkomen aan de bloedige afslachting. Hierna pleegt Dipendra zelfmoord.
Naar verluidt zou zijn moeder haar afkeuring hebben uitgesproken over het trouwen met het hindoe meisje Devyani Rana en een vooraanstaand lid van een rivaliserende stam.
De CIA vindt de officiële versie van de gebeurtenissen echter verre van geloofwaardig en vermoedt dat middels het bloedbad een staatsgreep of poging hiertoe op Aziatische wijze wordt gemaskeerd.
Malko Linge wordt naar Nepal gestuurd voor aanvullend onderzoek. En welke rol speelde de Britse Secret Intelligence Service hierin?

## Personages
- Malko Linge, Oostenrijkse prins en CIA-agent;

De ligging van Nepal in Azië.

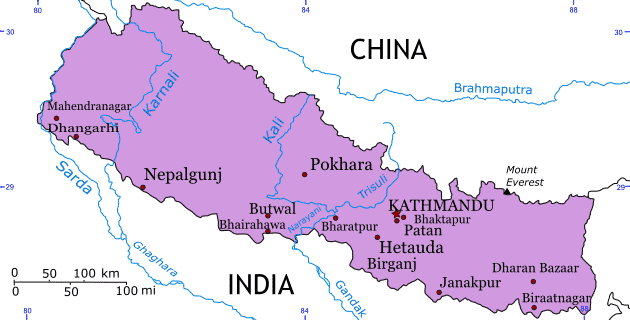
Een overzichtskaart van Nepal in het Himalayagebergte.

- Lee Updike;
- kroonprins Dipendra;
- prinses Ketaki.